# Happy Happy
«Happy Happy» es una canción grabada por el grupo femenino surcoreano Twice. Es el cuarto maxisencillo japonés del grupo y fue prelanzada el 12 de junio de 2019. Más tarde, fue lanzada como un sencillo en CD el 17 de julio por Warner Music Japan. Posteriormente, la canción fue incluida en el segundo álbum de estudio japonés del grupo, &Twice, publicado el 19 de noviembre de 2019.

## Antecedentes y lanzamiento
El 6 de abril de 2019, Twice anunció el lanzamiento de su cuarto sencillo japonés titulado «Happy Happy», junto con la noticia de que Twice aparecería en un comercial de televisión para la bebida no carbonatada de Coca-Cola Company llamada Qoo, en el vigésimo aniversario de la marca. El comercial, que incluía la canción, comenzó a emitirse en todo Japón el 8 de abril. El 12 de junio, fue prelanzado como un sencillo digital en varios portales de música en línea y el vídeo musical completo fue lanzado en línea el mismo día. Una colaboración especial por tiempo limitado titulada "Qoo & Twice Halloween" con un miembro de Twice disfrazado para Halloween comenzó a emitirse en todo el país el 9 de septiembre.
El CD sencillo se lanzó oficialmente el 17 de julio de 2019. Un vídeo titulado "Happy Happy Dance Making Video in Hawaii" también se lanzó el mismo día del lanzamiento del sencillo. El 19 de julio, el programa de variedades del canal Abema TV conmemoró el lanzamiento de los nuevos sencillos del grupo.

## Composición
«Happy Happy» fue compuesta por Collapsedone, Val Del Prete y Eric Sanicola, con letra escrita por Yu Shimoji. Se describió como una pista de baile similar a muchas de las canciones pasadas de Twice, con una repetición coral eufórica de la frase que da título a la canción y un ritmo batiente que guía gran parte de la melodía y que "pretende representar el brillo de un día de verano".

## Vídeo musical
El vídeo musical que acompaña la canción fue dirigido por Naive Creative Production y fue lanzado el 11 de junio de 2019 en YouTube. El vídeo comienza con un gran conjunto de colores divididos con énfasis en los tonos más brillantes que representan a «Happy Happy». Se presenta a las miembros de Twice vestidas con un aspecto colorido y deportivo y respaldadas por gráficos brillantes mientras se muestran jugando durante los días de verano.

## Promoción
«Happy Happy» se presentó por primera vez en el episodio especial de Music Station 2 Hour el 5 de julio de 2019. El sencillo también se presentó durante el Twice World Tour 2019–2020, en las ediciones en Japón de Twicelights, que comenzó el 23 de octubre de 2019 en Sapporo. El 28 de septiembre, se presentó la canción en NHK Shibuya Note Present Twice Request Live, un proyecto derivado del programa musical Shibuya Note. Twice actuó en vivo, tras las solicitudes de los fanáticos, en una ctividad llamada "Aim for the Eye! Twice #Gourmet Trip!" en el NHK Hall.

## Rendimiento comercial
El CD sencillo debutó en el número 2 en el ranking diario de Oricon Singles Chart con 114.905 unidades vendidas en su día de lanzamiento. También ocupó el número 2 en el Oricon Singles Chart semanal con 247.032 copias vendidas, debutó en el número 19 con 5.653 descargas en el Oricon Digital Singles Chart. También debutó en el número 2 en el Billboard Japón, donde registró 302.963 ventas de unidades del 15 al 21 de julio de 2019.

## Lista de canciones
| Descarga digital |                                                |                  | |                            |          |  |
| N.º              | Título                                         | Letras           | Música | Arreglo                    | Duración |  |
| 1.               | «Happy Happy»                                  | Yu Shimoji       | Lee Woo-min "collapsedone", Val Del Prete, Eric Sanicola                                                                                   | Lee Woo-min "collapsedone" | 3:26     |  |
| 2.               | «The Best Thing I Ever Did» (versión japonesa) | Natsumi Watanabe | J.Y. Park, Park Ji-min, Jinri (Full8loom), Glory Face (영광의얼굴들) (Full8loom), Sophia Pae, Lee Woo-min "collapsedone", Justin Reinstein | J.Y. Park, Lee Hae-sol     | 3:32     |  |
| 3.               | «Happy Happy» (Collapsedone Remix)             | Yu Shimoji       | Lee Woo-min "collapsedone", Val Del Prete, Eric Sanicola                                                                                   | Lee Woo-min "collapsedone" | 3:26     |  |
| 4.               | «Happy Happy» (Instrumental)                   |                  | Lee Woo-min "collapsedone", Val Del Prete, Eric Sanicola                                                                                   | Lee Woo-min "collapsedone" | 3:27     |  |
| 13:57            |                                                |                  | |                            |          |  |

| Edición limitada Tipo A (DVD) |                                          |          |  |
| N.º                           | Título                                   | Duración |  |
| 1.                            | «Happy Happy» (Music video)              |          |  |
| 2.                            | «Happy Happy» (Music video making movie) |          |  |

| Edición limitada Tipo B (DVD) |                                           |          |  |
| N.º                           | Título                                    | Duración |  |
| 1.                            | «Happy Happy» (Music video Lip Sync ver.) |          |  |
| 2.                            | «Jacket Shooting Making Movie»            |          |  |

## Posicionamiento en listas
| Lista (2019)                   | Mejor posición |
| ------------------------------ | -------------- |
| Japón (Japan Hot 100)          | 2              |
| Japón (Oricon)                 | 2              |
| Japón (Digital Singles Oricon) | 19             |

| Lista (2019)          | Mejor posición |
| --------------------- | -------------- |
| Japón (Japan Hot 100) | 39             |
| Japón (Oricon)        | 19             |

## Certificaciones
| País                                                 | Organismo certificador | Certificación | Ventas certificadas | Ref.      |
| Streaming                                            | Streaming              | Streaming     | Streaming           | Streaming |
| ---------------------------------------------------- | ---------------------- | ------------- | ------------------- | --------- |
| Japón                                                | RIAJ                   | Platino       | 250,000*            | [ 24 ]    |
| * Cifras de ventas basadas sólo en la certificación. |                        |               |                     |           |

## Historial de lanzamiento
| País  | Fecha               | Formato                    | Sello              | Ref.   |
| ----- | ------------------- | -------------------------- | ------------------ | ------ |
| Japón | 12 de junio de 2019 | Descarga digital streaming | Warner Music Japan | [ 25 ] |
| Japón | 17 de julio de 2019 | Sencillo en CD             | Warner Music Japan | [ 25 ] |